# Campellolebias
 Campellolebias és un gènere de peixos de la família Rivulidae i de l'ordre dels ciprinodontiformes.

## Taxonomia
- Campellolebias brucei (Vaz-Ferreira & Sierra de Soriano, 1974)
- Campellolebias chrysolineatus (Costa, Lacerda & Brasil, 1989)
- Campellolebias dorsimaculatus (Costa, Lacerda & Brasil, 1989)
- Campellolebias intermedius (Costa, 2006)[1][2][3][4]